# M3 Half-Track
De M3 Half-Track Car was een pantserwagen met aan de voorzijde wielen met luchtbanden en achter rupsbanden (half-track). Het vervoermiddel werd door de Verenigde Staten massaal ingezet tijdens de Tweede Wereldoorlog.

## Geschiedenis

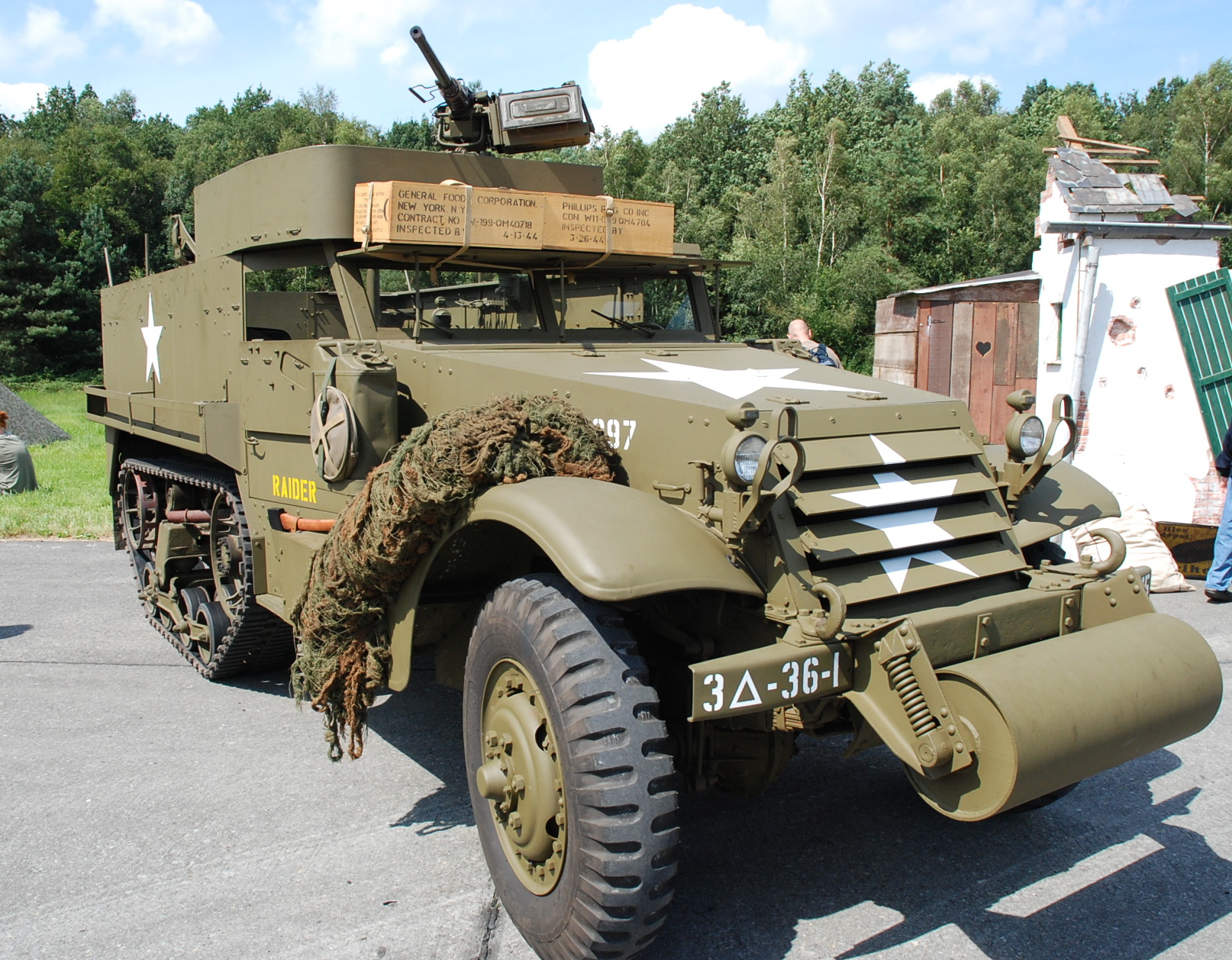
M3 Half-Track

In de jaren dertig had het Amerikaanse leger enkele half-tracks van Citroën Kégresse getest. De resultaten waren positief. De White Motor Company produceerde een prototype op basis van het chassis en de bepantsering van de M3 Scout Car. In 1938 was het eerste prototype voltooid en in 1940 definitief goedgekeurd door het leger. Onder de naam M2 Half-Track Car werd het voertuig in gebruik genomen.
De M3 was een modernere versie van de M2 Half-Track Car. De M3 was ongeveer 25 centimeter langer, had een capaciteit van 13 passagiers, inclusief de bestuurder, en een achterdeur. Er was plaats voor drie personen in het bestuurdersgedeelte en tien in het laadruim. De cabine was open, rondom voorzien van een 6 mm dik pantser, en ook de voorruit en de radiateur konden met speciale platen worden afgeschermd. Aan de voorzijde was het voertuig uitgerust met een roller of een lier.
Alle voertuigen waren voorzien van een White 160AX motor. Deze 6-cilinder benzinemotor leverde een vermogen van 147 pk bij 3000 toeren per minuut. De brandstoftanks hadden een capaciteit van bijna 230 liter hetgeen het voertuig een bereik gaf van circa 320 kilometer.
In totaal zijn er tijdens de Tweede Wereldoorlog ruim 40.000 exemplaren, in diverse varianten, geproduceerd. Autocar en Diamond T zijn ook bij de productie van deze voertuigen ingeschakeld.
International Harvester produceerde ook voertuigen (M5 en M5A1) die uiterlijk identiek waren aan de M3 en de M3A1, maar uitgerust met een andere benzinemotor, de IHC RED-450-B met een vermogen van 143 pk, aandrijflijn en elektrisch systeem. De M5 had ook een dikker pantser van 7,9 mm. De M5 werd vooral aan de geallieerde partners geleverd onder de Amerikaanse Leen- en pachtwet. International Harvester fabriceerde in totaal circa 7500 voertuigen.

## Varianten
Alle waren variaties op het basisontwerp, maar in details aangepast voor een speficieke militaire functie.

### Gepantserd infanterietransportvoertuig
Het gepantserd infanterietransportvoertuig M3A1 was gelijk aan de M3, maar had een extra Browning M2 met kaliber .50 (12,7mm) machinegeweer gemonteerd boven de zitplaats van de bijrijder.

### Gemechaniseerde artillerie
Het gemechaniseerde artillerievoertuig 81-mm Mortar Carrier M4/M4A1 was uitgerust met een 81mm-mortier M1. De bemanning bestond uit acht personenen, waarvan drie in het bestuurdersgedeelte konden plaatsnemen. Elk voertuig was voorzien van een Browning M2 met kaliber .50 machinegeweer. Voor de bediening van het mortier was er een extra achterdeur en twee zijdeuren geïnstalleerd. De benzinetanks waren aan de achterzijde van het voertuig geplaatst. Het mortier kon - indien noodzakelijk - vanuit het voertuig worden afgevuurd. De vuursnelheid lag op maximaal 30-35 granaten per minuut, maar 18 granaten per minuut was de normale snelheid. Het maximale bereik van de granaten lag op circa 3000 meter.

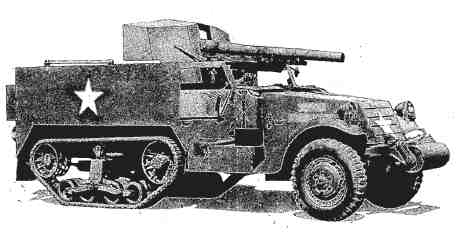
M3 Gun Motor Carriage (GMC)

75-mm Gun Motor Carriage M3/M3A1 was voorzien van een 75mm-kanon. Het kanon en bemanning werden beschermd door pantserplaten die met het kanon meebewogen. De bemanning bestond uit vijf personen; voor twee personen was plaats in het bestuurdersgedeelte. De benzinetanks waren aan de achterzijde van het voertuig geplaatst. Het 75mm-kanon M1897A4 kon normaal drie schoten per minuut afvuren, maar in geval van nood kon dit voor korte tijd worden verdubbeld. Het kanon was naar voren gericht, maar kon 21 graden naar links en rechts worden gedraaid.
75-mm Houwitser Motor Carriage T30 was vergelijkbaar met het hierboven beschreven voertuig, maar nu voorzien van een houwitser. De vuursnelheid lag op zes schoten per minuut. Het belangrijkste verschil met het 75mm-kanon is de veel lagere aanvangssnelheid van het projectiel.
105-mm Houwitser Motor Carriage T19 was bijna identiek aan de T30, met als belangrijkste verschil het zwaardere kaliber van de houwitser M2A1. De bemanning bestond uit zes personen. Per minuut konden vier schoten worden afgevuurd. Het gewicht van het projectiel was ruim tweemaal zo zwaar in vergelijking tot die van de 75mm-houwitser.

### Gemechaniseerd luchtafweergeschut

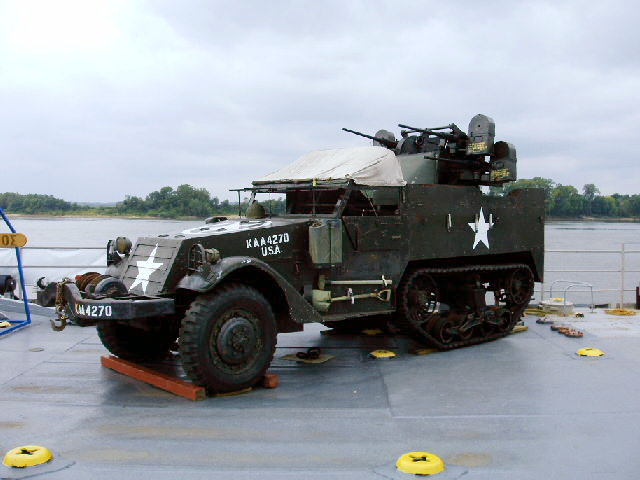
MGMC M16

De Multiple Gun Motor Carriage M13 was gemechaniseerd luchtafweergeschut uitgerust met een elektrisch aangedreven geschutskoepel. In het voertuig was een extra 1 cilinder benzinemotor geplaatst voor een generator die de stroom leverde. De bewapening bestaat uit twee Browning M2 met kaliber .50 machinegeweren tegen lucht- en landdoelen. Per minuut konden 400 tot 500 schoten worden gelost; het bereik lag op ongeveer 6500 meter. De koepel kon een volledige cirkel draaien in ongeveer zes seconden. Het voertuig had neerklapbare panelen aan beide zijkanten en de achterkant. De benzinetanks waren tegen de achterzijde van het bestuurdersgedeelte geplaatst. De bemanning bestond uit vijf personen.
Multiple Gun Motor Carriage M15 had een handmatig aangedreven geschutskoepel die een volledige cirkel kon maken. De bewapening bestond uit een 37mm automatisch kanon M1A2 en twee Browning M2 machinegeweren. Het kanon had een capaciteit van 120 schoten per minuut. Het voertuig bood plaats voor 240 37mm-granaten en 3400 .50 patronen, genoeg voor zes minuten continue vuur tegen land- of luchtdoelen. Tijdens het rijden lag de loop van het kanon op een steun die direct achter het bestuurdersgedeelte was geplaatst, boven op de benzinetanks. De bemanning bestond uit zeven personen. De eerste 600 exemplaren werden in mei 1942 geleverd, gevolgd door een tweede order van 1652 stuks geproduceerd tussen oktober 1943 en februari 1944. De voertuigen van de tweede order kregen de typeaanduiding M15A1. Het enige verschil tussen beide versies was de opstelling van de wapens; bij de M15 liggen de twee machinegeweren boven het kanon en bij de M15A1 eronder.
Multiple Gun Motor Carriage M16 was identiek aan de M13, maar nu bewapend met vier machinegeweren. De bemanning bestond uit vijf personen. White Motor Company startte de productie in mei 1943 en tot maart 1944 werden 2.877 voertuigen geproduceerd. White heeft ook nog eens 677 M13 voertuigen verbouwd tot de M16 en een andere fabrikant, Diebold, ook nog eens 60. De totale productie van de M16 kwam daarmee uit op 3614 eenheden. Het voertuig is op alle strijdtonelen ingezet en zijn tot ver na de Tweede Wereldoorlog in dienst gebleven bij het Amerikaanse leger. Pas in 1958 werden de voertuigen van de sterkte afgevoerd.

## Andere gebruikers
In en na de Tweede Wereldoorlog zijn deze voertuigen ook gebruikt door België, Nederland, Frankrijk, Duitsland, Engeland, Rusland en Israel. In Nederland werd de M3 gebruikt bij de cavalerie als personeelsvoertuig, als mortierdrager en als gereedschapswagen voor de eskadronsonderhoudgroep. Tot ongeveer 1965 zijn de voertuigen in gebruik geweest. Het Cavaleriemuseum in Amersfoort heeft een M3 in de collectie.

## Naslagwerk
- (en)  Hunnicutt R.P. Half-Track - A history of American semi-tracked vehicles, 2001, Uitgeverij: Ballantine Books, ISBN 9780307755063